# Jänissaaret (ö i Mellersta Finland, Joutsa)
Jänissaaret är en ö i Finland. Den ligger i sjön Suontee och i kommunen Joutsa i den ekonomiska regionen  Joutsa ekonomiska region  och landskapet Mellersta Finland, i den södra delen av landet, 180 km nordost om huvudstaden Helsingfors. Öns area är 1,7 hektar och dess största längd är 240 meter i öst-västlig riktning.  Notera att namnet antyder att det är fråga om flera öar.